# Phalops prasinus
Phalops prasinus là một loài bọ cánh cứng trong họ Bọ hung (Scarabaeidae).